# Рижкі
Рижкі (пол. Ryżki) — село в Польщі, у гміні Луків Луківського повіту Люблінського воєводства.
Населення — 816 осіб (2011).
У 1975-1998 роках село належало до Седлецького воєводства.

## Демографія
Демографічна структура станом на 31 березня 2011 року:
|          | Загалом | Допрацездатний вік | Працездатний вік | Постпрацездатний вік |
| -------- | ------- | ------------------ | ---------------- | -------------------- |
| Чоловіки | 449     | 98                 | 311              | 40                   |
| Жінки    | 367     | 97                 | 208              | 62                   |
| Разом    | 816     | 195                | 519              | 102                  |